# Laura Innes
Laura Innes (16 de agosto de 1959) atriz e diretora de cinema norte-americana.

## Carreira
Laura Innes ficou conhecida pelo grande público pelo seu papel de Kerry Weaver no seriado americano ER. Laura ficou no seriado por 13 anos, da 2ª até a 13ª temporada, sendo a segunda no ranking de número de episódios na série (245).
Noah Wyle (John Carter) está em primeiro lugar com 249 episódios.
Atualmente, Laura interpreta Sophia Maguire na série exibida pela rede americana NBC, The Event.

## Direção
Além da carreira de atriz, também atua como diretora. Ela já dirigiu episódios de ER, Brothers & Sisters, Studio 60 on the Sunset Strip, House, The West Wing, entre outros.

## Premiações
Teve três indicações ao Emmy como Melhor Atriz (coadjuvante/secundária) numa Série Dramática e já levou o GLAAD Award por sua interpretação de uma personagem lésbica.